# Lycenchelys alta
Lycenchelys alta és una espècie de peix de la família dels zoàrcids i de l'ordre dels perciformes. Pot assolir 12,3 cm de longitud total.És un peix marí i d'aigües profundes que viu fins als 336 m de fondària. Es troba al Pacífic: el Mar de Bering.
És inofensiu per als humans.